# Katarina Aragonska
Katarina Aragonska i Kastiljska (španjolski: Catalina de Aragón y Castilla, engleski: Catherine of Aragon; Alcála de Henares, Španjolska, 16. prosinca 1485. – Kimbolton, 7. siječnja 1536.), engleska kraljica, prva supruga engleskog kralja Henrika VIII. i kćer dvoje najvećih tadašnjih vladara svijeta, Izabele I. Kastiljske i Ferdinanda II. Aragonskog.

## Španjolska princeza
Katarina Aragonska (u domovini su je zvali Katalina) dobila je ime po svojoj engleskoj prabaki, Katarini od Lancastera, kćeri Johna Gaunta (mlađeg sina Eduarda III.) koja se udala za Henrika III. Kastiljskoga 1388. godine i koja je umrla 1418. Njezin sin Henrik naslijedio je oca kao Ivan I. te se oženio svojom rođakinjom, Izabelom Portugalskom. Njih dvoje bili su roditelji Izabele Kastiljske, Katarinine majke, koja je bila punopravna kraljica Kastilje. Dok je Izabela bila živa, Katarina je u njoj imala zaštitnika koji se posebno brinuo o njezinoj dobrobiti i sigurnosti. No Katarina je bila i Ferdinandova kći, a on je bio posve drugačija osoba od majke.
Bila je kći (infantkinja - naziv za dijete španjolskog kralja) španjolskih vladara Ferdinanda II. Aragonskog i Izabele I. Kastilijske koji su bili poznati i cijenjeni vladari diljem tadašnje Europe i koji su ujedinili Kraljevinu Španjolsku i porazivši Maure na Pirinejskom poluotoku. Rođena je u nadbiskupskoj palači Toleda, Alcala de Henares. Njezino rođenje obećavalo je blistavu budućnost zbog statusa koji su uživali njezini roditelji. Katarina je imala četvero braće i sestara. Svi odreda tijekom svog djetinjstva i rane mladosti primili su, za tadašnje prilike, najbolje moguće obrazovanje učeći francuski, engleski, flamanski i latinski jezik. Učila je matematiku, kanonsko i građansko pravo, klasičnu književnost, rodoslovlje i grboslovlje, povijest, filozofiju, religiju i teologiju. Razvila je i domaće vještine, poput kuhanja, plesanja, crtanja, pletenja, lijepog ponašanja, izrade čipke, glazbe, igle, šivanja, predenja i tkanja. Znanstvenik Erazmo kasnije je rekao da je Katarina "voljela dobru književnost koju je uspješno proučavala od djetinjstva".
Odgajana je i obrazovana u katoličkom duhu.
Kraljica Izabela je bila duboko potištena i tjeskobna zbog gubitaka svoje preostale djece i unuka u vrlo kratko doba, pa se zbog toga snažnije povezala s preostalom neudanom kćeri, Katarinom. Zbog toga će se Izabela svojski potruditi Katarini osigurati što sigurniju budućnost.

## Pregovori o braku
Katarini su bile samo dvije godine u proljeće 1488. godine i već je pokazivala ljepotu kojom će očarati svoja buduća dva supruga. Njezine velike plave oči promatrale su s okruglog lica čvrstih kostiju uokvirenog crvenoplavom kosom, koju je nosila raspuštenu, kao što je bio običaj princeza toga doba.

### Politička pozadina
Izaslanstvo engleskog kralja Henrika VII. došlo joj je iskazati poštovanjena turniru. U tom trenutku su Katarinini roditelji - katolički vladari - smatrali Henrika VII. dvojbenim kraljem: Iako su bile prošle već tri godine otkako je Henrik Tudor uzurpirao englesko prijestolje pobijedivši Rikarda III., posljednjega kralja iz loze Plantageneta, u bitci na Bosworthskom polju, još nije konsolidirao svoj položaj. On, zapravo, po porijeklu nije imao nikakva prava na krunu pa ju je zahtijevao na temelju prava pobjednika i putem upitnih rodbinskih veza s prvim britanskim kraljevima (nije bez razloga svog najstarijeg sina, rođenog 1486., nazvao Artur). Naime, još je postojalo šest živih muških članova kuće Plantagenet s boljom nasljednom linijom prema prijestolju. Ferdinand i Izabela shvaćali su da bi bračni savez između Engleske i jedne od najvećih europskih sila značio priznanje kraljevskog naslova Henrika VII. Taj bi savez nemjerljivo osnažio njegov položaj i u Engleskoj i u očima cijelog svijeta. Ferdinand i Izabela predstavljali su sve što se Henriku VII. činilo poželjnim: bili su nasljednici starih monarhija, imali su jak položaj, a ugled im je bio veličanstven. Kad bi se dali nagovoriti na bračni savez između princa Artura s jednom od njihovih kćeri, tada bi dinastija Tudor bila mnogo sigurnija nego prije. Španjolski suvereni bili su svjesni mogućih prednosti takva saveza, no nije im se žurilo obvezati se. Kad se uzme u obzir engleska sklonost dinastijskim borbama, činilo se više nego vjerojatnim da Henrik VII. neće dugo uživati u svome kraljevskom dostojansvu.
Ferdinandu, Katarininu ocu, nije se žurilo s dogovaranjem braka: zbog nedavne pojave novog pretendenta na englesko prijestolje, Perkina Warbecka, koji je bio običan varalica, i postojanje grofa od Warwicka (brat Margarete Pole, ujedno nećak Eduarda VI. i Rikarda III., kraljeva dinastije York), a čije je pravo na prijestolje bilo dobro utemeljeno, bio je oprezan. Da se u to doba pojavio drugi, bolji kandidat za njegovu kćer, on bi bio prihvatio ponudu.
Mladi Edward Plantagenet, grof od Warwicka, bio je zatočen u Londonskom tornju. Ferdinand je jasno istaknuo Henriku VII. da Katarina neće stupiti nogom u Englesku sve dok se ne riješi problem s Warwickom. Stoga je Henrik, spreman po svaku cijenu očuvati svoje prijateljstvo sa Španjolskom, smjesta djelovao. Warwick je, zajedno s Perkinom Warbeckom, optužen za urotu protiv kralja. Pogubili su ga 1499. godine.
Katarina će jednoga dana natuknuti kako je njezin brak nastao u krvi i nikada je neće napustiti iracionalan osjećaj odgovornosti za smrt mladoga grofa, brata Margarete Pole u kojoj će naći doživotnu prijateljicu.

### Vjenčanje bez Katarine
Vjenčanje se bez Katarinine nazočnosti održalo 19. svibnja 1499. u dvorcu princa Artura, u mjestu Bewdledyju pokraj Worcestera. Španjolski veleposlanik je poslužio kao zamjena za nevjestu, pa mu je princ jasnim glasom objavio kako se veseli tomu da ugovori brak jer duboko i iskreno voli princezu, buduću suprugu, koju, dakako, do tada nije ni vidio. Takve su ljubaznosti bile svakodnevne, ma koliko bile površne.
Princ Artur je napisao nekoliko pisama svojoj nevjesti, primjerice:
"Ne mogu opisati koliko žarko želim vidjeti Vaše Veličanstvo i kako mi je tegobno to odugovlačenje Vašeg dolaska. Neka se požuri ljubav začeta između nas i neka željena radost što prije požme svoje prave plodove." (takvi pretjerani izrazi iz pera trinaestogodišnjaka upućuju na pomoć učitelja)

## Dolazak u Englesku
Katarina je, zaručničkim ugovorom, već u svojoj četvrtoj godini obećana najstarijem sinu i ujedno prijestolonasljedniku engleskog kralja Henrika VII. Arturu.
Nije bila izrazito visoka, ali je imala dugu crvenu kosu, velike plave oči i okruglo lice blijede puti. Preko majčine linije Katarinino podrijetlo seže sve do engleske dinastije Lancaster. Njezina prabaka Katarina od Lancastera, po kojoj je dobila ime, i njezina pra-prabaka Filipa od Lancastera su bile kćeri Ivana od Gaunta i unuke engleskog kralja Eduarda III. Kao rezultat toga, Katarina je bila treća rođakinja svog svekra, Henrika VII., i četvrta rođakinja svoje svekrve Elizabete od Yorka. 
Do petnaeste godine živjela je na španjolskom dvoru, a s nepunih šesnaest godina, 1501. godine, uz veliki miraz, došla je u Englesku. Unutar nekoliko tjedana od dolaska u Englesku Katarina se udala za Artura uz veliko oduševljenje i očekivanje blistave budućnosti.
U Londonu je dočekana raskošno, na oduševljenje njezinih roditelja. Naime, Henrik VII. platio je 14 000 funti samo za svadbeni nakit, a grad London nije štedio na veličanstvenim pripremama za doček infantkinje. Strogi običaji španjolskog dvora zahtijevali su da Katarinino lice stalno bude zakriveno dok se kreće u javnosti pa je putovala iza zatvorenih zastora nosiljke, čak tijekom ljetnih vrućina.

### Princeza od Walesa
Nakon prvog susreta s Katarinom, Artur je rekao svojim roditeljima kako "nikad u životu nije osjetio toliku radost kao kad je ugledao ljupko lice svoje nevjeste". Katarina i Artur, oboje oko 15 godina, međusobno su razgovarali na latinskom jeziku. Kada je došlo vrijeme da se otpreme u bračnu postelju, Artur se navodno osjećao "živahno i zaljubljeno" te je jedva čekao da ostane sam sa svojom lijepom suprugom. No, Katarina je do svoje smrti tvrdila da taj brak nikada nije bio konzumiran. Na temelju kasnijih izvještaja, Artur se jutro poslije vjenčanja hvalisao govoreći "da je bio u Španjolskoj" i tvrdio da je brak "naporan posao". No, to se može protumačiti kao hvalisanje samodopadnog dječaka koji nije uspio ispuniti svoju dužnost. Poznata po svojoj duboko pobožnosti, najvjerojatnije je govorila istinu.
Kao princeza od Walesa, na dvoru je bila druga dama, točno iza kraljice Elizabete od Yorka, ali ispred kraljeve majke, Margarete Beaufort, čija je riječ bila zakon sve do njezine smrti u lipnju 1509. Za svoj osobni moto Katarina je prihvatila izraz "Ne za moju krunu", a za oznaku šipak. Nakon vjenčanja uslijedili su dani puni banketa.
Artur je pisao Katarininim roditeljima, katoličkim kraljevima, kako je sretan te kako će zauvijek biti "istinski zaljubljen suprug". Potkraj studenog Španjolci su kralju Henriku isporučili iznos od 100 000 kruna, kao prvi dio princezina miraza.
Nakon vjenčanja vjerovalo se da se Artur previše iscrpio u bračnoj postelji te da mu je to narušilo već ionako slabo zdravlje. Katarina je već u roku od šest mjeseci postala udovica. Naime, u travnju 1502. godine Artur se razbolio i ubrzo umro.

### Udovica
Nakon njegove smrti Katarina se nije vratila u Španjolsku, već joj je Henrik VII. namijenio drugu sudbinu koju je, u međuvremenu, dogovorio s njezinim roditeljima:
Henrik VII. odlučio je Katarinu udati za svoga drugog sina, tada šest godina mlađeg od nje, Henrika, najvjerojatnije da ne bi izgubio visoke prihode koje su mu davali zemljoposjedi koje je Katarina donijela kao miraz. Iz sličnih razloga Henrik VII. je inzistirao da se brak poništi, tj. da se smatra nekonzumiranim zbog toga što bi Katarina, ako bi bila smatrana Arturovom udovicom, naslijedila Arturovu imovinu koja nije bila mala jer je on bio zakoniti nasljednik engleske krune. Katarina se željela vratiti u Španjolsku, ali se morala pokoriti te zaručiti s mladim Henrikom. U međuvremenu je Henrik VII., zbog lošijih političkih odnosa sa Španjolskom, prestao biti zainteresiran i za brak Katarine s Henrikom pa je Henrika čak prisilio da izjavi kako je bio prisiljen sklopiti zaruke s Katarinom. Te godine Katarina je, usprkos svome statusu prinčeve zaručnice, živjela u siromaštvu te joj je španjolski veleposlanik morao novčano pomagati.
Katarina se od samog dolaska u Englesku mučila učeći engleski. Bio je to dug proces. Njezino će vladanje jezikom tijekom godina napredovati. Međutim, uvijek će govoriti sa španjolskim naglaskom.
Na svojoj samrti, kralj Henrik VII. je svom sinu, mladom Henriku, rekao kako se kaje zbog svog ponašanja prema Katarini Aragonskoj te ga zamolio da ju oženi. To je već bila Henrikova namjera. Već je tada bio zaljubljen u ljupku princezu iz Španjolske.

## Henrik VIII.
1509. godine umro je Henrik VII. a novi kralj i Katarinin zaručnik Henrik VIII. navršio je osamnaest godina. Iako nije bio dužan oženiti Katarinu, Henrik VIII. to je ipak 11. lipnja 1509. učinio. Pretpostavlja se da je jedan od bitnih razloga bila i politička namjera da se sklopi novi savez sa Španjolskom protiv Francuske. Međutim, Katarinina je vjerojatno mladom Henriku bila toliko dojmljiva da ju nije mogao zanemariti. Unatoč svemu, oboje su u javnosti djelovali kao privrženi par, a Katarina se pokazala kao izvrsna supruga i savjetnica u mnogim političkim pitanjima. Njezina ljubav prema Henriku nije bila opsesivna. Bila je to duboka ljubav koja će potrajati do njezine smrti.
Katarinin sve bljeđi izgled bio je u sve većoj suprotnosti sa sazrijevajućom ljepotom njezina mlađeg supruga. Da bi to kompenzirala, odijevala se što je veličanstvenije mogla, pa je, poput svoje majke, postala "ceremonijalna u odijevanju". Nije diktirala modu poput Ane Boleyn, no cijelog se života voljela odijevati u bogato ukrašenu odjeću i nosila je nakit.
Prema Henrikovom mišljenju, Katarinina osnovna zadaća bila je rađati djecu, po mogućnosti mušku, smatrajući da mu jedino sin može osigurati održavanje engleske krune i dinastije. Katarina je u prvih devet godina njihova braka bila trudna šest puta. Od toga je dva puta pobacila, jednom je rodila mrtvorođenče, a dva sina su umrla unutar tjedan dana od rođenja. Jedino dijete koje je preživjelo je kćer Marija koja se rodila 1516. Posljednja Katarinina trudnoća je bila 1518., kada je već bila navršila trideset i tri godine.
No, Henrik je i dalje želio sina, a kako mu ga Katarina nije davala, postepeno su se počeli udaljavati. Henrik se okrenuo drugim ženama. U početku je uz Katarinu imao dvije ljubavnice, Mary Boleyn i Elizabeth Blount, koja mu je rodila nezakonitog sina što je njemu bio dokaz da on može imati sina, ali da "je Katarinina krivnja što ga nemaju".

## Engleska kraljica
Katarina je imala sve vrline potrebne za kraljicu Engleske. Prilagodila se običajima svoje nove domovine iako će još nekoliko godina promicati španjolske interese. Bila je osoba čvrstih načela i postavila je visok moralni ton u svom kućanstvu. Bila je pismena, dobro načitana i temeljito upoznata sa Svetim pismom, iako su joj inteligencija i moć predodžbe bili donekle ograničeni. Bila je načitanija od većine žena na dvoru, a njezine kvalitete s pravom su prepoznavali svi učenjaci koji su na dvor dolazili na kraljev poziv. Katarinu su zanimala humanistička pitanja i pitanja vjerske dogme.
"Vaša supruga provodi toliko vremena u čitanju svetih tekstova koliko druge princeze provode kartajući i kockajući." - Erazmo Roterdamski u pismu Henriku VIII.
Kao engleska kraljica dobila je kućanstvo koje se sastojalo od 160 slugu koji su stalno bili uz nju. Dakle, unatoč njezinom gotovo redovničkom životu, Katarina nikada nije bila sama. Kraljica je morala biti dobrotvor, primatelj veleposlanika, baviti se pitanjima domaćinstva i sudjelovati u vjerskim obredima. Ono malo slobodnog vremena koje joj je preostalo provodila je u pletenju, vezenju, šivanju crkvenog ruha, bogato ukrašavajući svoje haljine i kape, izrađujući košulje za supruga od španjolske crne čipke koju je sama popularizirala. Često je plesala sa svojim dvorskim damama u privatnosti svojih odaja. Bila je, poput svoje majke, Izabele I. Kastiljske, "ceremonijalna u odijevanju". Po standardima Tudora, već je bila starija nevjesta.
Čak joj je i seksualni život bio okružen obredima. To je bila stvar javnog interesa jer se moralo dobiti nasljednike.
Kao kraljica, Katarina je bila više promatrač, a manje sudionik zbivanja na dvorskim svečanostima. Morala je pokazivati dostojanstvo i ozbiljnost zbog kojih su joj svečanosti i balovi postajali sve teže podnošljivi.
Bila je izuzetno popularna kraljica, dijelom i zbog toga što je njezin brak ojačao trgovinske veze između Engleske i zemalja Beneluksa. Glavni razlog bio je u njezinim osobnim kvalitetama: u njezinoj gracioznosti, dobroti i dostojanstvenosti. Govorilo se da su je "voljeli više od bilo koje druge kraljice koja je ikad vladala". Englezima je prirasla srcu, veselili su se na njezinom vjenčanju, tugovali s njom kad je bila tužna i - mnogo kasnije - bili su spremni zauzeti se za nju unatoč kraljevu nezadovoljstvu. Dugo je predstavljala španjolske interese kada je bila riječ o vanjskoj politici te se protivila savezu s Francuskom.

## Poništenje braka sHenrikom VIII.
Od 1527. godine Henriku je pitanje sina postalo ono koje se mora hitno riješiti. U međuvremenu se Henrik zaljubio u sestru njegove ljubavnice Mary Boleyn, Katarininu dvorsku damu Anu Boleyn. Potpuno je ohladio odnos s Katarinom, a prevladala je njegova želja da dobije sina, a jedini put da ga zakonito dobije s Anom Boleyn bio je da se razvede od Katarine. Stoga je pokušao uvjeriti papu Klementa VII. da mu poništi brak s Katarinom. Isprva neodlučan, papa 1529. pod pritiskom španjolskog kralja Karla V. odbija ispuniti Henrikov zahtjev. Henrik je odlučio ignorirati papinsku odbijenicu i 25. siječnja 1533. godine samovoljno se oženio s Anom Boleyn, postavivši prethodno za canterburyijskog nadbiskupa Thomasa Cranmera koji je pristao obaviti vjenčanje. Katarina se za pomoć obratila španjolskom veleposlaniku za podršku. Među katolicima Ana Boleyn nije bila popularna, dok je Katarina uživala veliku popularnost kao kraljica. No. Henrik je u poznatim događajima raskinuo veze s Katoličkom crkvom i papom proglasivši se vrhovnim poglavarom Anglikanske crkve.

Katarinin govor na legatskom sudu u Engleskoj, govoreći izravno Henriku VIII.: 
"Gospodine, pokorno molim, za svu ljubav koja je bila izemđu nas i za ljubav Božju, dopustite mi da ostvarim pravdu i svoje pravo. Suosjećajte sa mnom i sažalite se jer sam sirota žena, rođena izvan vašeg posjeda. Nemam pravih prijatelja, a savjetnici su mi ravnodušni. Pobjegla sam s k Vama kao onomu koji odlučuje o pravdi u ovom kraljevstvu. Jao meni, gospodine, kad sam vas uvrijedila? U kojoj ste prigodi bili nezadovoljni mnome? Bog i cijeli svijet svjedoci su mi da sam vam uvijek bila prava, ponizna i poslušna supruga, uvijek sam se pokoravala vašoj volji i raspoloženjima. Bila sam zadovoljna svim stvarima kojima ste mi pružili užitak i razonodu. Nikad nisam rekla ni jednu ružnu riječ niti sam se mrgodila ili pokazala iskru nezadovoljstva. Voljela sam sve one koje ste i vi voljeli zbog svoje koristi, bez obzira na to jesam li imala razloga za to i bez obzira na to jesi li bili moji prijatelji ili neprijatelji. Više od dvadeset godina bila sam vaša iskrena supruga putem koje ste dobili nekoliko djece, no Bog ih je uzeo s ovoga svijeta. To nije bila moja pogreška. Kad ste me uzeli prvi put, a ovdje uzimam Boga kao suca, bila sam istinski nevina, prava djevica koju muškarac do tada nije taknuo. Je li to istina ili nije, neka odluči vaša savjest.

Ako postoji ikakav opravdan razlog u zakonu koji možete upotrijebiti protiv mene, bilo da sam bila nečasna ili učinila bilo što drugo što mi možete staviti na teret, otići ću svojevoljno, obečašćena i na svoju sramotu. Ako nema ništa takvoga, moram vas pokorno zamoliti, ostavite me u mom sadašnjem stanju i uzmite pravdu u svoje kraljevske ruke. (...) 

## Život nakon poništenja braka s Henrikom
Brak je proglašen ništavim, a Katarina je istjerana s dvora. Njezina kći Marija izgubila je nasljedstvo krune, a Katarini i njoj zabranjeno je da se međusobno viđaju. Katarina Mariju više nikada nije vidjela. Naime, Henrik se bojao da će Katarina, poput njezine majke Izabele I. Kastiljske, uz pomoć cara Karla V. i odane podanike koji su joj još bili vjerni, povesti vojsku na njega. Međutim, nije bio svjestan Katarinine beskrajne odanosti prema njemu jer ga je i dalje smatrala svojim zakonitim suprugom kojeg je bezuvjetno voljela.

Henrik ju je smještao u najjadnije dvorce i imanja koja su bila u vlasništvu Krune. Ana Boleyn je poticala to ignorantno ponašanje jer je do kraja života bila neizlječivo ljubomorna na Katarininu plemenitost i dostojanstvenost. Posjeti Katarini su bili zabranjeni, a pisma su joj se pratila i provjeravala. Međutim, čak i njezini neprijatelji su osjećali strahopoštovanje prema njoj, uključujući Thomasa Cromwella:
"Priroda je pogriješila što je nije učinila muškarcem. No što se njezina spola tiče, nadmašit će sve junake u povijesti."
Katarinina odvojenost od kćeri je Mariji bitno narušila zdravlje. Iako je Marija voljela svog oca, uvijek je bila sklonija majci te mu nikada nije oprostila što joj je učinio.
Katarina je živjela u dvorcu Kimbolton do 7. siječnja 1536. kada je umrla od raka.

## Smrt
Posljednje večeri svog života Katarina je osjetila da slabi pa je prije samoga kraja učinila još jedan pokušaj pomirenja s čovjekom za kojeg je čvrsto vjerovala da je njezin suprug. Već gotovo na samrti razmišljala je o Henriku, kojeg je još voljela i koji ju je nekad davno volio. Sjećajući se zajedničkog života, diktiral aje posljednje pismo unatoč tomu što joj je on izričito bio zabranio da s njime komunicira. Riječi su bile iz srca, a izgovorene su u toj tihoj spavaćoj sobi dok se noć spuštala nad dvorcem:
Moj gospodaru i dragi supruže,
preporučujem vam se. Trenutak moje smrti brzo se približava. Zbog toga i zato što vas još nježno ljubim, želim vam napisati nekoliko riječi za sjećanje, za zdravlje i zaštitu vaše duše o kojoj morate misliti prije bilo čega o svijetu ili o tijelu i zbog čega ste mi priuštili mnogo muka, a sebi navukli mnogo briga. Sve vam opraštam i želim i molim se da vam i Bog oprosti. Što se tiče drugih stvari, kao i do sada, preporučujem vam Mariju, našu kćer i preklinjem vas, budite joj dobar otac... I na kraju, prisežem da sam vas željela više nego bilo što drugo.
Umiruća se žena, uz pomoć svojih sluškinja, trpeći veliku bol, potpisala riječima koje simboliziraju sve za što se borila tijekom posljednjih gorkih godina svog života. Bio je to njezin posljednji prkos: "Katarina Kraljica."

## Utjecaj
11. lipnja 1513. godine, Henrik ju je imenovao namjesnicom u Engleskoj s naslovima Guverner carstva i general-kapetan, dok je on odlazio u Francusku u vojni pohod. Kad je Luj Orléanski, vojvoda od Longuevillea, zarobljen u Thérouanneu, Henrik ga je poslao da ostane u Katarininom domaćinstvu. Rat sa Škotskom okupirao je njezine podanike, a ona je bila "užasno zauzeta izradom standarda, transparenta i znački" u palači Richmond.
Škoti su napali i 3. rujna 1513. naredila je Thomasu Lovellu da podigne vojsku u središnjim okruzima.
Katarina je jahala na sjever u punom oklopu kako bi se obratila postrojbama, usprkos tadašnjoj trudnoći. O njezinom lijepom govoru izvijestio je povjesničar Peter Martyr d'Anghiera u Valladolidu u roku od dva tjedna. Iako je talijanski bilten rekao da je 160 kilometara sjeverno od Londona kad su je stigle vijesti o pobjedi u bitci kod Flodden Fielda, bila je blizu Buckinghama. Iz opatije Woburn poslala je pismo Henriku, zajedno s dijelom okrvavljenog kaputa škotskog kralja Jakova IV., koji je poginuo u bitci, da bi ga Henrik mogao upotrijebiti kao transparent u opsadi Tournaija.
Kao kraljica raznih kvaliteta i neviđene dostojanstvenosti, postavila je visok standard za sve buduće kraljice i supruge Henrika VIII. koji je poslije nje očekivao da se svaka njegova žena ponaša upravo poput nje. Bila je uzor svojoj prijateljici Jane Seymour.

### Popularizacija ženskog obrazovanja
Katarinina se vjerska predanost povećavala kako je starila, kao i njezino zanimanje za znanost i obrazovanje. Nastavila je širiti svoje znanje i pružati obuku svojoj kćeri Mariji. Obrazovanje među ženama postalo je moderno, dijelom i zbog Katarininog utjecaja. Donirala velike svote novca nekolicini fakulteta. U njezino se doba školovala i djelovala je Margaret Roper, kći Thomasa Morea.